# Francisque Bouillier
Pour les articles homonymes, voir Bouillier.
Francisque Bouillier, né le 12 juillet 1813 à Lyon et mort le 25 septembre 1899 à Simandres, est un philosophe français.

## Biographie
François Cyrille Bouillier, dit Francisque Bouillier, est le fils de François Cyrille Nicolas Bouillier, négociant à Lyon. Orphelin de père très tôt, il est élevé par sa mère, Étiennette Sophie Satin, fille d'un huissier à la cour impériale, et par sa grand-mère maternelle.
Entré à l'École normale en 1834, il est reçu premier à l’agrégation de philosophie en 1837, et docteur ès lettres en 1839. Il est professeur de philosophie au collège d'Orléans de 1837 à 1839, puis à la faculté des lettres de Lyon, dont il est le doyen de 1849 à 1864.
Il a le mérite et l'audace d'avoir organisé en 1861 le jury qui accorda, pour la première fois, le baccalauréat à une femme, Julie-Victoire Daubié. Il déclare à cette occasion :

« Nous sommes heureux d’annoncer qu'elle a été reçue avec distinction et qu'elle s'est montrée bonne latiniste, soit dans les compositions, soit dans les explications. On peut citer un certain nombre de femmes qui au Moyen Âge et surtout à l'époque de la Renaissance, ont obtenu leur bonnet de Docteur, mais Mademoiselle Daubié est certainement le premier bachelier de sexe féminin qu'ait proclamé l'Université de France... »

Il est recteur de l'Académie de Clermont-Ferrand en 1864, puis inspecteur général de l’Instruction publique de 1864 à 1867 et de 1871 à 1876. Il est directeur de l’École normale supérieure de 1867 à 1870.
Connu surtout pour ses études sur le cartésianisme, Francisque Bouillier a également collaboré au Journal des savants et à la Revue des deux Mondes et a rédigé de nombreux articles pour le Dictionnaire des sciences philosophiques d’Adolphe Franck.
En 1884, Bouillier est élu maire de la commune de Simandres.
Le 19 mars 1849, il épouse Marie Anne Pauline Servan de Sugny (1829-?). Le couple a trois enfants, Victor (1850-1938), Charles (1855-?), et Amable (1867-1940), peintre paysagiste animalier.

### Sociétés savantes
Il est élu membre de l'Académie des sciences, belles-lettres et arts de Lyon le 2 décembre 1845.
Le 11 décembre 1875, il est élu membre de l'Académie des sciences morales et politiques, dont il était correspondant en 1842 et en devient le président en 1889.

## Principales publications
- Sur la légitimité de la faculté de connaître (1839)
- Histoire et critique de la révolution cartésienne, Paris, 1842 (lire en ligne)
- Théorie de la raison impersonnelle (1844)
- Manuel de l’histoire de la philosophie (1845)
- Histoire de la philosophie cartésienne (2 volumes, 1854). Réédition : Slatkine, Genève, 1970. Texte en ligne 1 2
- Analyses critiques des ouvrages de philosophie compris dans le programme du baccalauréat ès-lettres (1855)
- Du principe vital et de l’âme pensante, ou Examen des diverses doctrines médicales et psychologiques sur les rapports de l’âme et de la vie (1862)
- Germer Baillière (dir.), Du plaisir et de la douleur, Paris, coll. « Bibliothèque de philosophie contemporaine », 1865.
- Notions d’histoire de la philosophie, à l’usage des candidats au baccalauréat ès-lettres, Paris, 1867 (lire en ligne).
- Germer Baillière (dir.), De la conscience en psychologie et en morale, Paris, coll. « Bibliothèque de philosophie contemporaine », 1872.
- Morale et progrès (1875)
- L’Institut et les académies de province (1879). Réédition : Lacour-Ollé, Nîmes, 1994.
- L’Université sous M. Ferry (1880)
- La Vraie Conscience (1882)
- Études familières de psychologie et de morale (1884)
- Nouvelles études familières de psychologie et de morale (1887)
- Questions de morale pratique, Paris, 1889 (lire en ligne).
- Souvenirs d’un vieil universitaire (1897)

Traduction
- Johann Gottlieb Fichte (réédition Sulliver, Arles, 2000), Méthode pour arriver à la vie bienheureuse, Paris, Ladrange, 1845 (lire en ligne).